# Vladimír Hrivnák
Vladimír Hrivnák (Nyustya, 1945. április 23. – Pozsony, 2014. október 17.) szlovák labdarúgó, edző. 

## Pályafutása

### A válogatottban
1969 és 1972 között 13 alkalommal szerepelt a csehszlovák válogatottban. Részt vett az 1970-es világbajnokságon.

## Sikerei, díjai
Slovan Bratislava
- Csehszlovák bajnok (1): 1969–70
- KEK-győztes (1): 1968–69